# Quốc huy Belarus
Quốc huy Belarus – biểu tượng chính thức của Cộng hòa Belarus – đã được Tổng thống Aliaksandr Ryhoravič Lukašenka phê chuẩn vào ngày 7 tháng 6 năm 1995, bằng Sắc lệnh phê duyệt Quốc huy Cộng hòa Belarus và Đạo luật về Quốc huy Cộng hòa Belarus, và đã thay thế cho phù hiệu lịch sử Pahonia, được sử dụng từ năm 1991, trong cuộc trưng cầu dân ý năm 1995. Nó là một vòng tròn, có hai bông lúa mì được dải băng màu quốc kỳ ôm quấn, tạo thành vòng ngoài, ở giữa, lần lượt là ngôi sao năm cánh, bản đồ đất nước Belarus và mặt trời chiếu rọi muôn phương. Dải màu phía dưới cùng có dòng chữ Kirin tiếng Belarus "Рэспублiка Беларусь" (Nước Cộng hòa Belarus).
Mẫu quốc huy hiện nay là một biến thể tương tự của quốc huy được Cộng hòa Xã hội chủ nghĩa Xô viết Byelorussia sử dụng. Điểm khác biệt nổi bật nhất giữa chúng là hình bản đồ Belarus, thay thế cho biểu tượng búa liềm được sử dụng ở giữa. Nó đã được sửa đổi vào năm 2012 và lần gần đây nhất là vào năm 2020, khi Quốc hội Belarus đã xem xét cải thiện quốc huy của họ, với quả địa cầu tập trung vào đất nước Belarus và hướng nhiều hơn về phía châu Âu, thay vì nước Nga.

## Mô tả

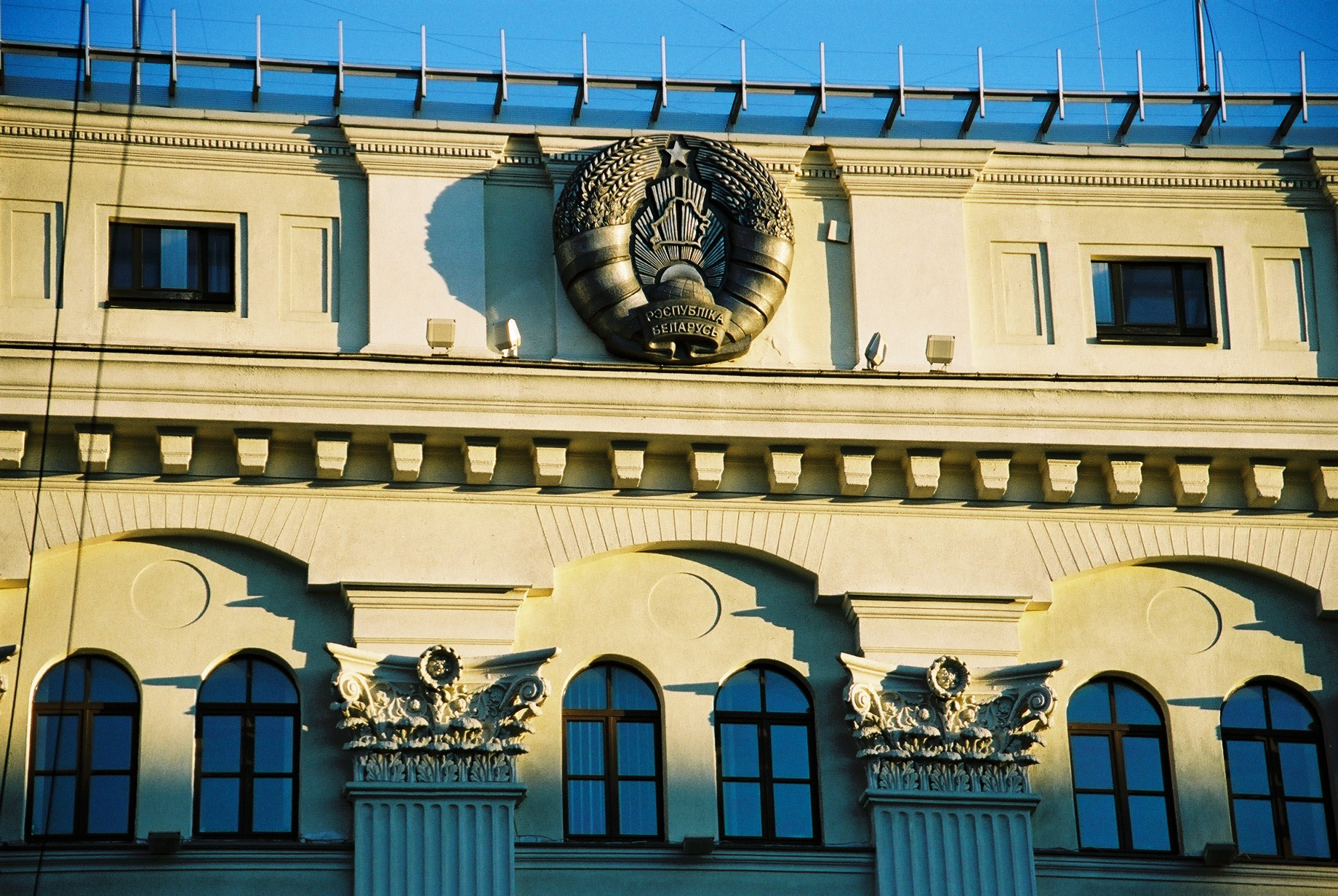
Quốc huy Belarus trên một tòa nhà ở Minsk

### Thiết kế
Ở trung tâm của mẫu quốc huy là một bản đồ đất nước Belarus có đường viền màu vàng kim, được đặt chồng lên trên những tia nắng mặt trời vàng. Mặt trời được bao phủ một phần bởi một quả địa cầu, với phần đất liền, là một phần của lục địa Á – Âu – Phi, có màu cam đỏ, với phần nước biển màu xanh lam. Những cọng lúa mì là vật bao quanh của quốc huy Belarus, trong khi, cỏ ba lá tô điểm cho thân lúa mì trái; còn hoa lanh trang trí cho bên phải. Quấn quanh thân cây lúa mì là một dải ruy băng màu đỏ và xanh lá cây mang màu sắc của lá cờ Belarus, với dòng chữ Belarus màu vàng Рэспубліка Беларусь (Cộng hòa Belarus). Trên đỉnh biểu tượng có một ngôi sao đỏ năm cánh.

### Ý nghĩa
Mẫu quốc huy không mang bất kỳ ý nghĩa của một biểu tượng "chính thức" nào, mà chỉ liên quan đến thiết kế quốc huy của Cộng hòa Xã hội chủ nghĩa Xô viết Byelorussia trước đây. Sự khác biệt chính giữa hai biểu tượng là mẫu quốc huy thời kì Xô viết liên quan nhiều về chủ nghĩa cộng sản, như hình tượng búa liềm và dải màu đỏ với các khẩu hiệu cộng sản, trong khi mẫu quốc huy hiện tại đã được thay thế bằng bản đồ đất nước có viền vàng với dải ruy băng có màu của lá quốc kì Belarus. Tuy nhiên, Belarus vẫn giữ ngôi sao đỏ thời cộng sản, dải ruy băng đỏ (mặc dù không có khẩu hiệu), quả địa cầu và những bó lúa mì, cũng là đặc trưng của các biểu tượng Xô viết và vẫn mang bản chất rất Xô viết.

### Pháp luật

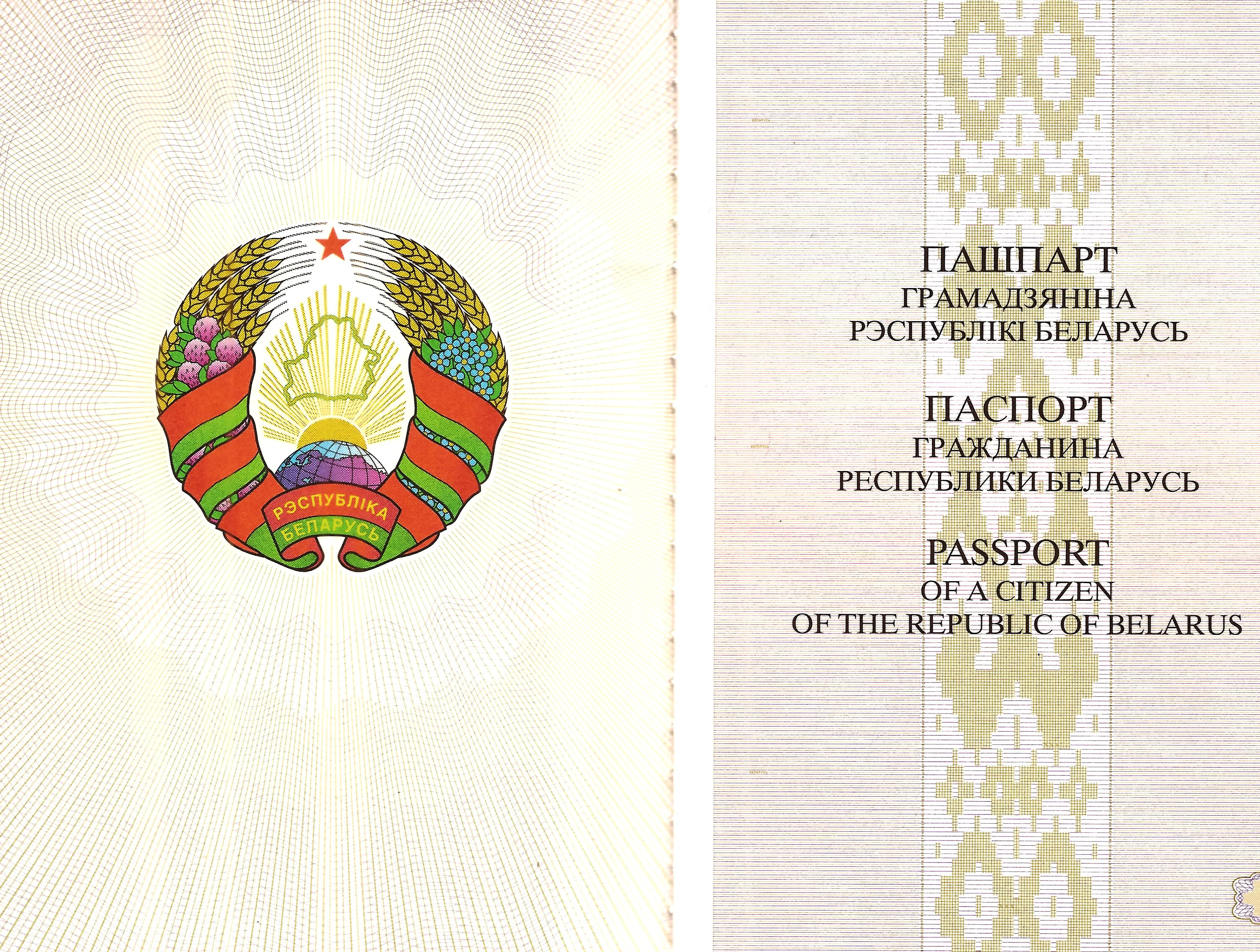
Hộ chiếu Belarus mang mẫu quốc huy ở bên trái. 2009

Luật pháp hiện hành quy định về thiết kế và sử dụng quốc huy Belarus đã được thông qua vào ngày 5 tháng 7 năm 2004. Điều 9 Chương 3 của Bộ luật số 301-3 bắt đầu bằng cách mô tả bản vẽ chính thức của mẫu quốc huy và quy định về thiết kế phù hợp của nó. Biểu tượng có thể được vẽ đủ màu, đơn sắc hoặc sử dụng hai màu. Điều 10 quy định rằng quốc huy phải được treo tại các địa điểm cụ thể trên cơ sở, chẳng hạn như dinh thự Tổng thống Belarus, hay tại phòng họp Quốc hội và tại các cơ quan chính phủ cấp quốc gia và khu vực. Mẫu quốc huy cũng có thể được sử dụng trên các tài liệu do chính phủ cấp, bao gồm đồng tiền, hộ chiếu và phần tiêu đề chính thức.
Tuy nhiên, luật pháp hạn chế sử dụng quốc huy trong các bối cảnh khác, ví dụ như thành phố, thị trấn hay oblast (vùng) không được sử dụng huy hiệu hoặc biểu trưng bằng cách lấy hoàn toàn hoặc một phần quốc huy. Hơn nữa, các tổ chức không được liệt kê trong Luật Biểu tượng quốc gia chỉ có thể sử dụng biểu tượng khi được phép. Quốc huy có thể được sử dụng bởi cả người nước ngoài và công dân Belarus, miễn là được dùng với sự tôn trọng, nhưng người dân lại không được sử dụng nó trên giấy tiêu đề hoặc danh thiếp nếu họ không phải là đại lý của chính phủ.

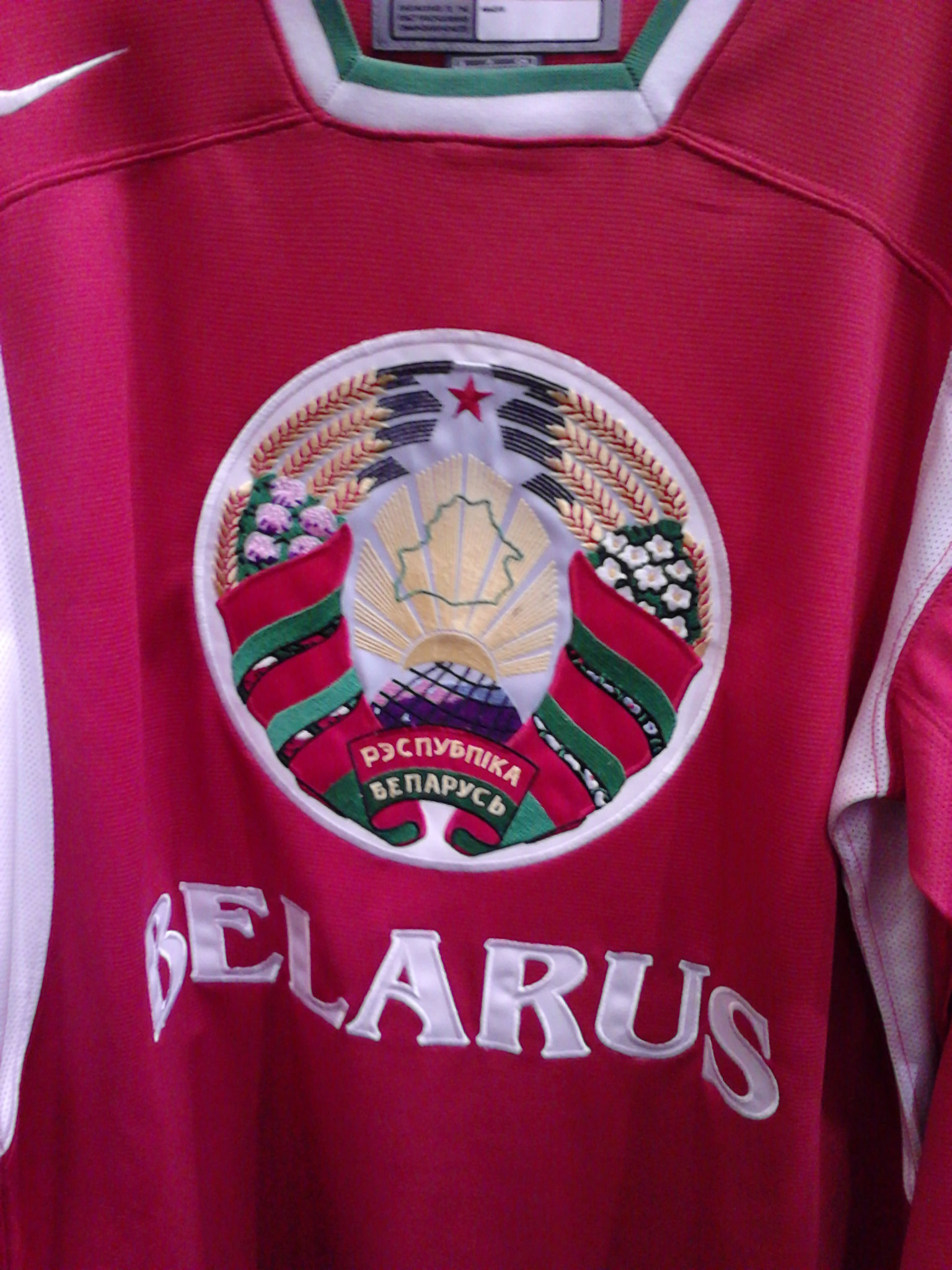
Quốc huy Belarus trên áo của đội tuyển quốc gia khúc côn cầu trên băng

Ngoài ra, mẫu quốc huy cũng được sử dụng trong nhiều trường hợp khác. Quốc huy Belarus cùng với lá quốc kỳ được xuất hiện ở đầu và cuối của một video clip cùng với bản quốc ca My Belarusy, thường được phát trên Đài Truyền hình Belarus. Một cách sử dụng quốc huy khác là trên các thùng bỏ phiếu và hòm thư được sử dụng trong các cuộc bầu cử quốc gia và địa phương. Biểu tượng này cũng xuất hiện trên các đồn canh biên giới Belarus.

## Lịch sử

### Huy hiệu Pahonia
Pahonia được sử dụng làm huy hiệu chính thức của Đại công quốc Lietuva kể từ năm 1366 sau khi lần đầu tiên được sử dụng làm phù hiệu cá nhân của Đại Công tước Litva Algirdas. Huy hiệu này tiếp tục được sử dụng cho đến khi Đại công quốc Lietuva bị Đế chế Nga sáp nhập vào năm 1795, mặc dù phù hiệu đã được đưa vào huy hiệu hoàng gia.
Mặc dù thực tế là người Belarus có chung một bản sắc dân tộc và ngôn ngữ riêng biệt, họ chưa từng có chủ quyền chính trị trước năm 1991, ngoại trừ trong một thời gian ngắn năm 1918 khi Cộng hòa Nhân dân Belarus tồn tại trong thời gian ngắn sử dụng kỵ mã làm biểu tượng của mình. Các biểu tượng quốc gia độc đáo của Belarus không được tạo ra do sự cai trị ngoại bang của các lãnh thổ Belarus bởi Phổ, Ba Lan, Litva và Nga cho đến thế kỷ 20.
Gần đây hơn, Pahonia là quốc huy chính thức vào năm 1991, khi Belarus tuyên bố độc lập khỏi Liên Xô. Nhưng lại được thay thế bằng biểu tượng hiện tại sau một cuộc trưng cầu dân ý gây tranh cãi được tổ chức vào năm 1995.
Kể từ khi nó không còn là mẫu quốc huy chính thức, các nhóm đối lập như Mặt trận Nhân dân Belarus đã sử dụng Pahonia như một phần đảng huy của chính họ hoặc như một hình thức phản đối Tổng thống Belarus Aliaksandr Ryhoravič Lukašenka.

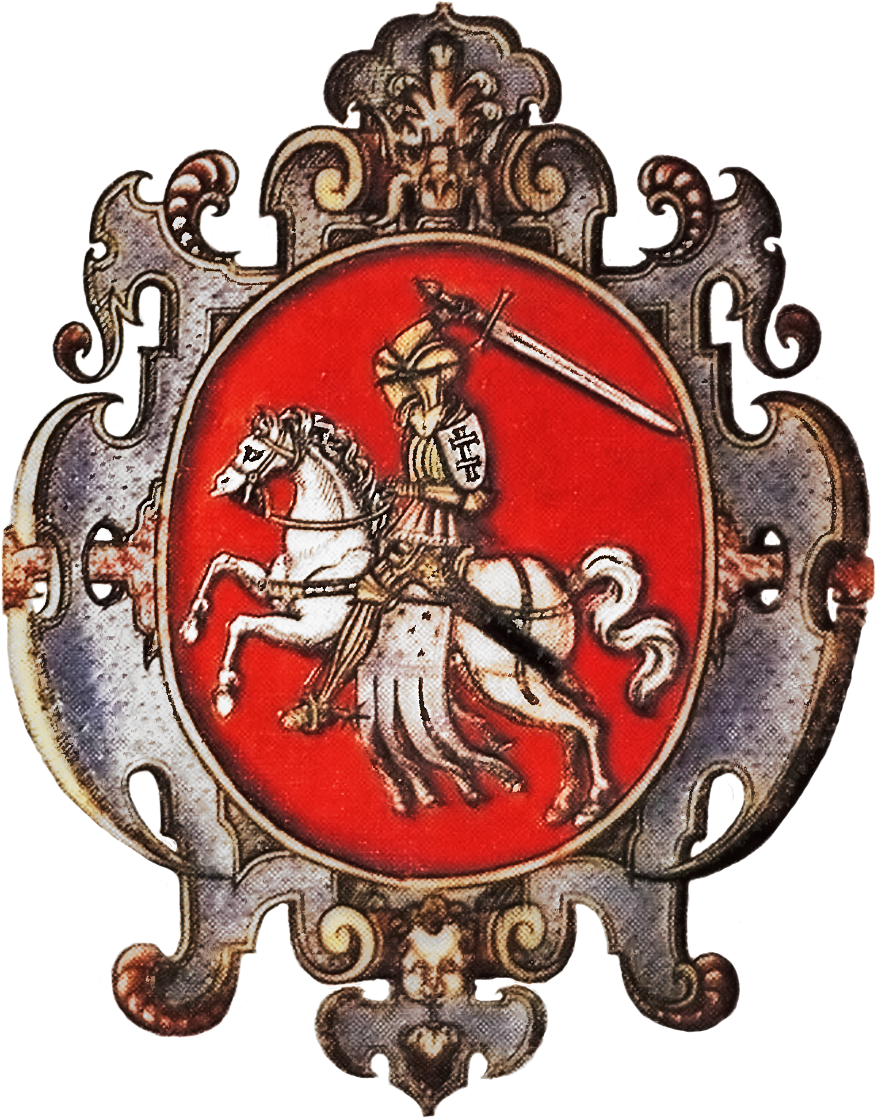
Phù hiệu áo giáp của Đại công quốc Lietuva từ thế kỷ 16
Pahonia là một phần của quốc huy Liên bang Ba Lan và Lietuva
Pahonia trên huy hiệu của tỉnh Vitebsk của đế chế Nga (từ năm 1856)
Pahonia trên huy hiệu của tỉnh Vilna của đế chế Nga
Huy hiệu kết hợp của các tỉnh thuộc Bạch Nga và Litva từ quốc huy đế quốc Nga (1882)
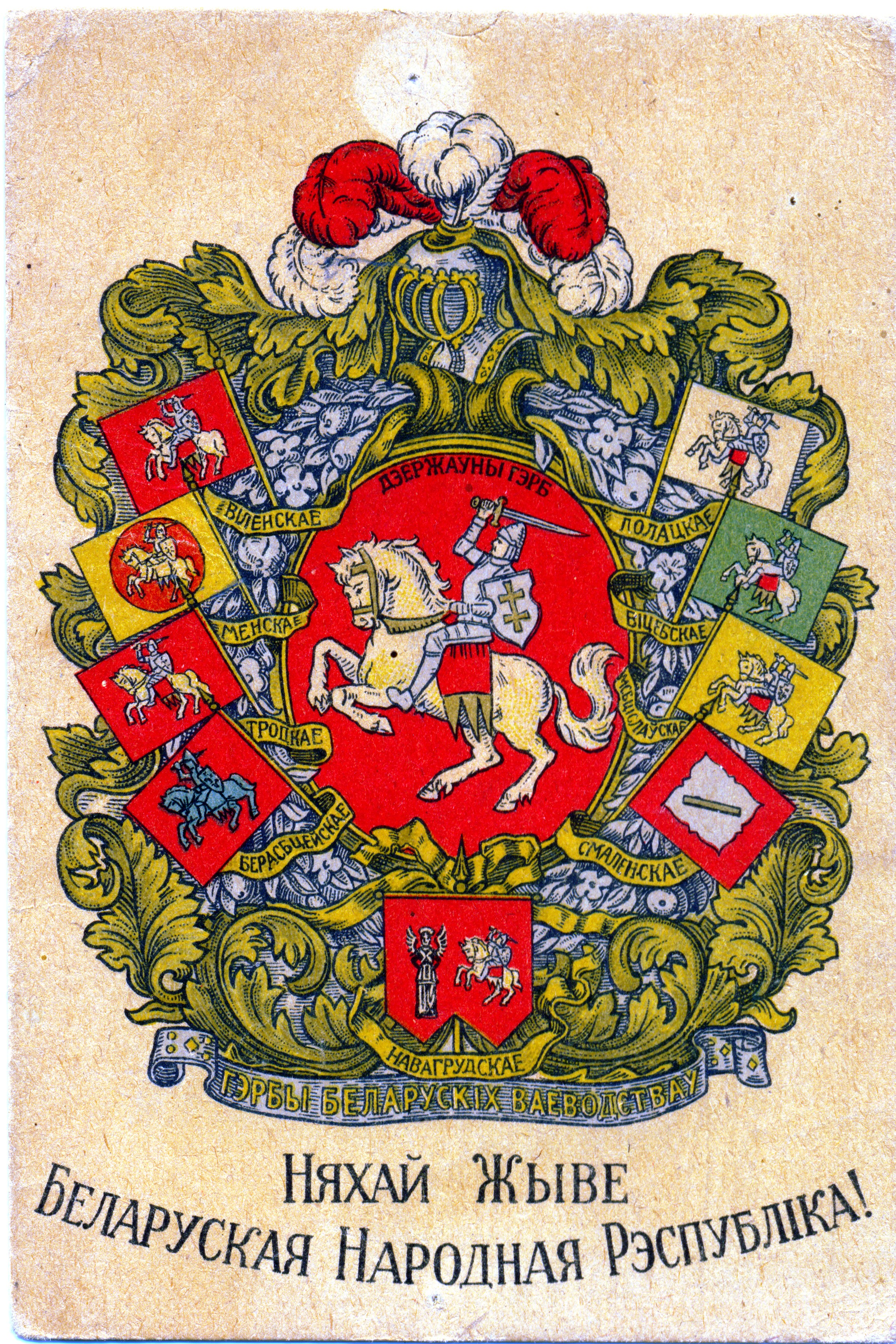
Pahonia là quốc huy Cộng hòa Nhân dân Belarus
Pahonia là quốc huy Cộng hòa Nhân dân Belarus
Con dấu của Rada Trung ương Belarus năm 1943–1944
Quốc huy Belarus từ năm 1991 đến 1995
Quốc huy hiện tại của Litva (từ năm 1992)

### Quốc huy Cộng hòa Xã hội chủ nghĩa Xô viết Byelorussia
Từ năm 1920 cho đến khi Liên Xô sụp đổ vào năm 1991, CHXHCN Xô viết Byelorussia đã sử dụng biểu tượng thay vì huy hiệu áo giáp. Mẫu quốc huy lần đầu tiên được thông qua vào năm 1919, tương tự như các nước cộng hòa Nga và Ukraina. Ở giữa biểu tượng là một tấm khiên màu đỏ cách điệu, với một mặt trời mọc và một cây búa liềm vàng vắt chéo, tượng trưng cho sự đoàn kết giữa công nhân và nông dân. Còn ở phía trên búa và liềm, dòng chữ Б.С.С.Р được viết bằng màu đen. БССР (BSSR) là từ viết tắt của tên đầy đủ của nước cộng hòa; "Беларуская Савецкая Сацыялістычная Рэспубліка" (Cộng hòa Xã hội chủ nghĩa Xô viết Byelorussia). Mẫu quốc huy có các thân lúa mì xung quanh, ở dưới có một dải ruy băng màu đỏ được ghi bằng màu đen và viết bằng tiếng Belarus với tiêu ngữ của Liên bang Xô viết, "Vô sản toàn thế giới, đoàn kết lại!".
Năm 1937, biểu tượng này đã được thay thế bằng một cái mới, với việc loại bỏ tấm khiên và thêm khẩu hiệu bằng các ngôn ngữ khác. Phía bên phải của mẫu quốc huy có lá sồi và bên trái có bông lúa mì với cỏ ba lá được đặt lên trên. Ở giữa có một mặt trời đang mọc đằng sau hình ảnh Trái Đất được vẽ phác. Búa liềm và ngôi sao đỏ xuất hiện trên những tia nắng. Xung quanh bông lúa mì và lá sồi là một dải ruy băng màu đỏ có dòng chữ Vô sản toàn thế giới, đoàn kết lại! bằng các thứ tiếng: Belarus, Yiddish, tiếng Ba Lan và Nga. Ở dưới cùng của quốc huy, có chữ Б.С.С.Р viết tắt cho tên đầy đủ của nước Byelorussia.
Biểu tượng này đã lần lượt được thay thế bằng một cái khác vào năm 1950. Trung tâm của mẫu quốc huy mới là búa liềm, một biểu tượng phổ biến của cộng sản tượng trưng cho sự đoàn kết giữa hai giai cấp công nông. Bên dưới biểu tượng này, một mặt trời mọc phía sau quả địa cầu. Mẫu quốc huy có viền làm bằng lúa mì, với cỏ ba lá bên trái và lanh bên phải. Một dải ruy băng đỏ được quấn quanh thân lúa mì, gợi nhớ đến lá cờ đỏ được sử dụng bởi phong trào cộng sản. Còn phần đáy có dòng chữ БССР. Dải băng có câu khẩu hiệu nổi tiếng Vô sản toàn thế giới, đoàn kết lại!, phía bên trái ghi bằng tiếng Belarus, bên phải bằng tiếng Nga. Ngôi sao đỏ của chủ nghĩa cộng sản được đặt phía trên búa liềm. Phiên bản năm 1950 được thiết kế bởi nghệ sĩ nhân dân Liên Xô Ivan Dubasov. Điều 119 Hiến pháp Cộng hòa Xã hội chủ nghĩa Xô viết Byelorussia đã xác định mẫu thiết kế mẫu thiết kế quốc huy trên.

Mẫu quốc huy năm 1920
Mẫu quốc huy từ năm 1927 – 1937
Mẫu quốc huy năm 1937 – 1938
Mẫu quốc huy năm 1938 – 1949
Mẫu quốc huy từ 1949 – 1958
Mẫu quốc huy năm 1958 – 1981
Phiên bản sửa đổi từ năm 1981 đến năm 1991

### Trưng cầu dân ý năm 1995
Vào ngày 14 tháng 5 năm 1995, một cuộc trưng cầu dân ý đã được tiến hành ở trên toàn lãnh thổ Belarus. Trong số bốn câu hỏi, có một câu hỏi như sau: "Bạn có ủng hộ việc sử dụng các biểu tượng quốc gia mới không?" Với tỷ lệ cử tri tham gia bầu cử là 64,7%, các biểu tượng quốc gia mới đã được phê chuẩn theo tỷ lệ 3:1 (75,1%/24,9%). Tuy nhiên, cách thức tổ chức cuộc trưng cầu ý dân đã bị phe đối lập chỉ trích nặng nề, bao gồm cả những câu từ của câu hỏi về quốc huy. Trước cuộc trưng cầu, phe đối lập cũng chỉ trích việc chính quyền tuyên truyền, so sánh Pahonia và lá cờ trắng-đỏ trước đây với chủ nghĩa phát xít. Nguyên do là Pahonia và quốc kỳ trắng-đỏ-trắng từng được sử dụng bởi Rada Trung ương Belarus – một chính phủ lưu vong của người Belarus thân Đức Quốc xã trong Chiến tranh thế giới thứ hai. Vì lý do này, Tổng thống Aliaksandr Ryhoravič Lukašenka tuyên bố việc lựa chọn các biểu tượng lấy cảm hứng từ thời kỳ Xô viết là một chiến thắng vĩ đại, mang ý nghĩa đặc biệt đối với các cựu binh chiến đấu trong cuộc Chiến tranh vệ quốc vĩ đại. "Chúng tôi đã trả lại cho bạn lá cờ của đất nước mà bạn đã chiến đấu. Chúng tôi cũng đã trả lại cho bạn cả những hồi ức và cảm giác hãnh diện của con người", ông nói.
Vào năm 2020, mẫu quốc huy mới được cải tiến của Belarus được phê chuẩn theo yêu cầu của người dân. Hình ảnh cỏ ba lá, lanh và dải ruy băng quấn quanh trở nên lộng lẫy và rõ nét hơn. Trong khi, phần lãnh thổ Belarus ở tâm quốc huy cũng được mạ màu vàng thay vì màu xanh lá như trước đây – phù hợp với tia nắng mặt trời. Hình ảnh phần lục địa sẽ trở nên rõ ràng và chính xác hơn về mặt địa lý. Sự tập trung vào quả địa cầu cũng đã thay đổi: nếu trước đây lục địa Á – Âu được vẽ từ châu Âu đến hết vùng Siberia của nước Nga, thì bây giờ Tây Âu cũng đã được thể hiện cùng với dãy núi Ural, và thậm chí còn có một phần của châu Phi. Ngoài ra, dòng chữ "Рэспублiка Беларусь" cũng được vẽ đậm và rõ ràng hơn.

Mẫu quốc huy năm 1995 được vẽ đơn sắc
Quốc huy Belarus năm 1995 – 2012
Quốc huy Belarus năm 2012 – 2020
Quốc huy Belarus từ năm 2020